# Móricz Ildikó
Móricz Ildikó (Mátészalka, 1938. január 5. – 2013. október 12.) magyar színésznő. Pathó István színész felesége, Ifj. Pathó István színész édesanyja.

## Pályafutása
Az érettségi vizsgáit követően 1956-ban került a debreceni Dongó Színpadhoz. 1957-től a Csokonai Nemzeti Színház szerződtette, majd 1958–60-ban az egri Gárdonyi Géza Színházban, 1960–61-ben a Békés Megyei Jókai Színházban lépett fel, 1961 és 1965 között a kecskeméti Katona József Színházban láthatta a közönség. 1965-ben lett a Vidám Színpad színésznője. 1969-től egy-egy évadig az Állami Déryné Színház és az Irodalmi Színpad művésze volt. 1972-től 1974-ig a Budapesti Gyermekszínházban szerepelt, majd szabadfoglalkozású színművésznő volt. 1981-től a Madách Színház tagja volt. Szubrett és karakterszerepekben lépett fel.

## Fontosabb színpadi szerepei
- Kálmán Imre: A csárdáskirálynő... Stázi
- Kálmán Imre: Marica grófnő... Lenke
- Lehár Ferenc: Luxemburg grófja... Juliette
- Lehár Ferenc: Víg özvegy... Margot
- Ábrahám Pál: Viktória... Su-csing
- Huszka Jenő: Mária főhadnagy... Panni
- Leo Fall: Pompadour... Madelaine
- Iszaak Oszipovics Dunajevszkij: Szabad szél... Berta
- Berté Henrik: Három a kislány... Házmesterné
- Bertolt Brecht – Kurt Weill: Koldusopera... Lucy
- Victorien Sardou – Émile de Najac: Váljunk el!... Josephine
- Jacques Deval: A potyautas... Barbara
- Leo Lenz: Az alkalmi férj... Marion
- Albert Willemetz – Raimond Vincy – Francis Lopez: Andalúzia... Pilar
- Gian Paolo Callegari: Megperzselt lányok... Liliana
- Charles Gabet: A corneville-i harangok... Gertrud
- Vörösmarty Mihály: Csongor és Tünde... Ilma
- Jókai Mór: Aranyember... Noémi
- Móricz Zsigmond: Nem élhetek muzsikaszó nélkül... Birike
- Gárdonyi Géza: Ida regénye... Gemma nővér
- Heltai Jenő: Úri jog... Menyasszony
- Karinthy Ferenc: Hol az az utca?... Ápolónő
- Dobozy Imre: Szélvihar... Utcalány
- Mesterházi Lajos: Pesti emberek... Pirike
- Kállai István: Majd a papa... Jucika
- Tímár Máté: Élet a küszöb felett... Ilonka
- Török Rezső: A gyerekeket a gólya hozza... Zizi
- Rácz György: A boldogságra jól vigyázz... Micike
- Szinetár György: Fogad 3-tól 5-ig... Nusika
- Szinetár György – Behár György – Szenes Iván: Susmus... Éva
- Polgár András: Kettős helyszín... Mihalik Béla felesége
- H. Márjás Magda: Nyiss ajtót, ha kopogtatnak... Kata
- H. Márjás Magda: Örökösök... Gizi, ápolónő
- Made in Hungary (kabaré)... szereplő

## Filmjei
- Kisváros (tv-sorozat)
- Szomszédok (tv-sorozat, 1988–1991)
- Angyalbőrben (tv-sorozat)
- A falu jegyzője (TV-film, 1986)
- Gyalogbéka (tv-sorozat, 1985)
- Postarablók (TV-film, 1985)
- Különös házasság (tv-sorozat, 1984)
- Fehér rozsda (TV-film, 1982)
- Vízipók-csodapók (rajzfilmsorozat, 1980–1982) – Fülescsiga (hang, Móritz Ildikóként)
- A legnagyobb sűrűség közepe (TV-film, 1981)
- Negyedik forduló (1978)
- A kenguru (1976)
- Utánam, srácok! (tv-sorozat, 1975)
- Ámokfutás (1974)
- Egy óra múlva itt vagyok… (tv-sorozat, 1971)
- Megfordult a szél (1971) – Partizánnő
- Lássátok feleim (1968)
- Bors (tv-sorozat, 1968)